# NTV7
NTV7 (zapis stylizowany: ntv7) – malezyjska stacja telewizyjna. Została uruchomiona w 1998 roku.